# Džbán (bergskedja)
Džbán är en bergskedja i Tjeckien.   Den ligger i regionen Mellersta Böhmen, i den centrala delen av landet, 40 km väster om huvudstaden Prag.